# 안국동 윤보선가
안국동 윤보선가(安國洞 尹潽善家)는 대한민국 종로구 안국동과 가회동이 경계를 이루는 곳에 위치하였다. 대한민국의 임시 의정원 의원과 제4대 대통령과 상공부장관, 서울특별시장을 지낸 정치인 겸 독립운동가 윤보선의 사저였다. 99칸의 대저택으로 일부는 해방 직후 6.25 전쟁때 일부 소실되기 전까지 형태를 유지하였다.
제2공화국 대통령을 지낸 윤보선의 저택으로도 유명한 이 집은 1870년대에 민영익의 아들 민규식이 지은 집으로 알려져 있다. 그 후 고종이 이 집을 사서 일본에서 망명생활을 청산하고 돌아온 금릉위 박영효에게 하사하였다고 한다. 그 후 주인이 바뀌었다가 윤보선 전 대통령 선친인 윤치소가 매입하여 오늘에 이르렀다. 안동장(安洞莊) 또는 안국동 사저로도 부른다. 경내가 넓어서 일명 안동궁(安洞宮)으로도 불렸다.

## 개요
넓은 대지에 대문간채ㆍ사랑채ㆍ안채ㆍ안사랑채ㆍ별당채ㆍ기타 광채들이 남향으로 배치되어 있다. 사랑채ㆍ안채ㆍ안사랑채는 각각 따로 담장을 둘러 독립된 영역을 이루고 있으며, 건물들의 구조 역시 건실하고 치밀하다.
조선 후기에 지어진 것으로 정확한 건립 연도는 미상이다. 그러나 1870년대 이전에 이미 존재하고 있었고, 가옥 중앙에는 순조의 친필 현판인 남청헌이라는 현판이 달려 있다. 후에 고종이 철종의 부마인 금릉위 박영효에게 하사하였다. 그 뒤 여러번 주인이 바뀌었다가 1900년대 무렵 윤치소가 매입하고 아들 윤보선이 사저로 사용하였다. 그 뒤 윤치소의 재력으로 주변 토지를 매입하면서 99칸으로 넓게 지어졌다.
대지의 서쪽에 위치한 솟을대문간을 들어서면 나오는 행랑마당 동남쪽에 사랑채가, 서북쪽에 안사랑채ㆍ안채ㆍ별당채가 자리잡고 있다. 
솟을대문간채는 'ㄱ'자형 평면으로 구성되었고, 중앙에 대문을 두었으며 옆으로 출입할 수 있는 협문을 내었다. 'ㄱ'자로 꺾인 곳에 차고가 자리잡고 있으며, 대문 밖 북쪽으로는 노둣돌이 놓여 있다.
윤보선의 안국동 자택은 대지 1천400평에 99칸의 거대한 한옥으로 방문객들을 압도했다.

## 문화재 지정
1978년 8월 18일 서울특별시 민속자료 제27호 안국동 공덕귀가(安國洞 孔德貴家)로 지정되었다가, 2000년 4월 10일 현재의 문화재 명칭으로 변경 되었고, 2002년 1월 29일 대한민국의 사적 제438호로 승격되었다.

## 같이 보기
| - 북촌 한옥마을 - 윤보선 - 윤영렬 - 윤치소 - 윤치오 - 경교장 - 삼청장 - 반계 윤웅렬 별서 | - 돈암장 - 마포장 - 이화장 - 혜화장 - 낙산장 - 서울 명륜동 장면 가옥 |

## 참고 자료
- 안국동 윤보선가 - 국가유산청 국가유산포털
- 안국동 윤보선 가옥

 본 문서에는 서울특별시에서 지식공유 프로젝트를 통해 퍼블릭 도메인으로 공개한 저작물을 기초로 작성된 내용이 포함되어 있습니다.